# Nematogenys inermis
Nematogenys inermis — єдиний вид риб монотипного роду Nematogenys родини Nematogenyidae ряду сомоподібних. Раніше до роду належав вид Nematogenys cuivi, що вимер в міоцені.

## Опис
Загальна довжина досягає 40,7 см, середня — 20—23 см. Голова широка, велика. Щелепи витягнуті. На підборідді, верхній щелепі, біля носа є 3 пари коротких вусиків. Очі маленькі, розташовані далеко одне від одного. Мають широкий рот з великою кількістю зубів. Тулуб подовжений, позбавлений луски. Черево велике. Усі плавці позбавлені колючок. Основа спинного плавця вузька. Спинні та грудні плавці мають жорсткі промені. Черевні плавці починаються навпроти середини спинного плавця. Жировий плавець відсутній. Анальний плавець помірно великий, з короткою основою, розташовано дистально до анусу. Хвостовий плавець великий, широкий, закруглений.
Між різними групами риб колір різний, усі особини є плямистими.

## Спосіб життя
Зустрічається у прісних водоймах. Активний вночі або присмерку. Втім значною мірою спосіб життя відомий недостатньо. Живиться водними безхребетними, дрібною рибою. Про нерестування замало знань.
У XIX — в середині XX ст. була об'єктом риболовлі. Натепер є дуже рідкісною, точна кількість невідома.

## Розповсюдження
Ендемік Чилі: мешкає між Вальпараїсо і Осорно, а також в регіонах Консепсьйон, Ранкагуа і Анголь.